# Lista speciilor Brachymyrmex
Aceasta este o listă de furnici din genul Brachymyrmex. Începând cu anul 2014, Brachymyrmex conține 44 de specii și 17 subspecii.

## Specii
- Brachymyrmex admotus Mayr, 1887

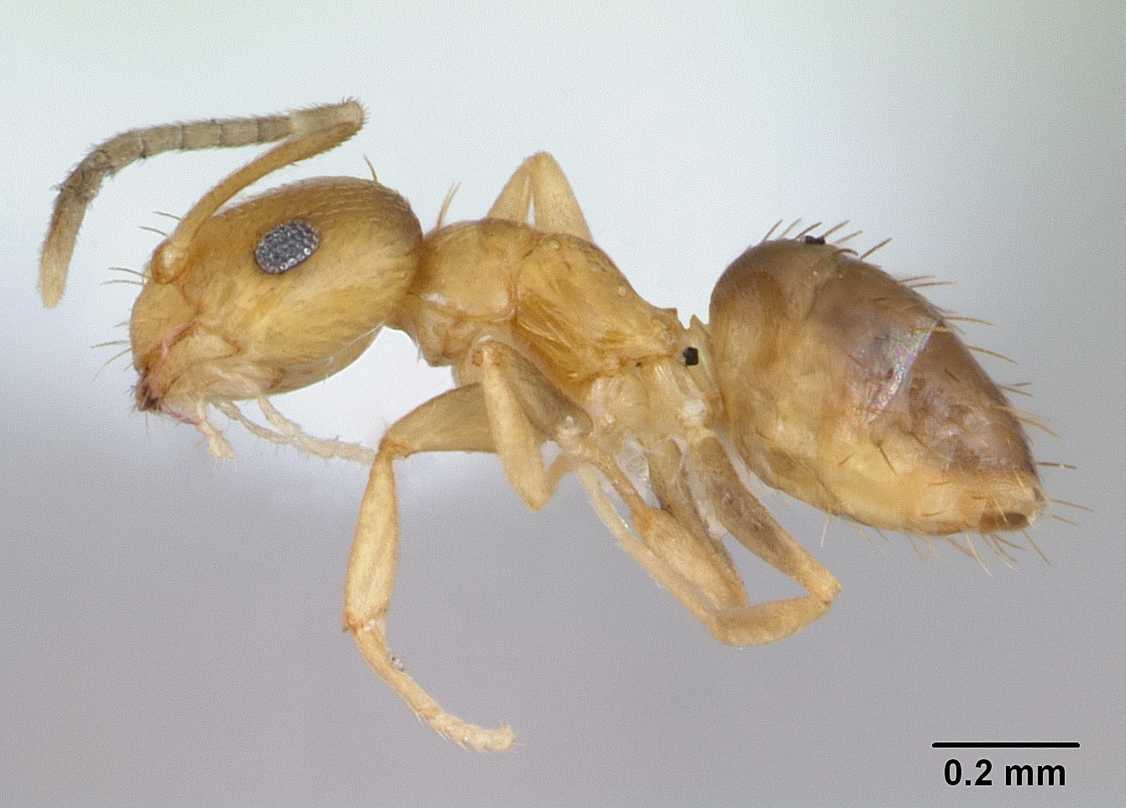
Brachymyrmex aphidicola

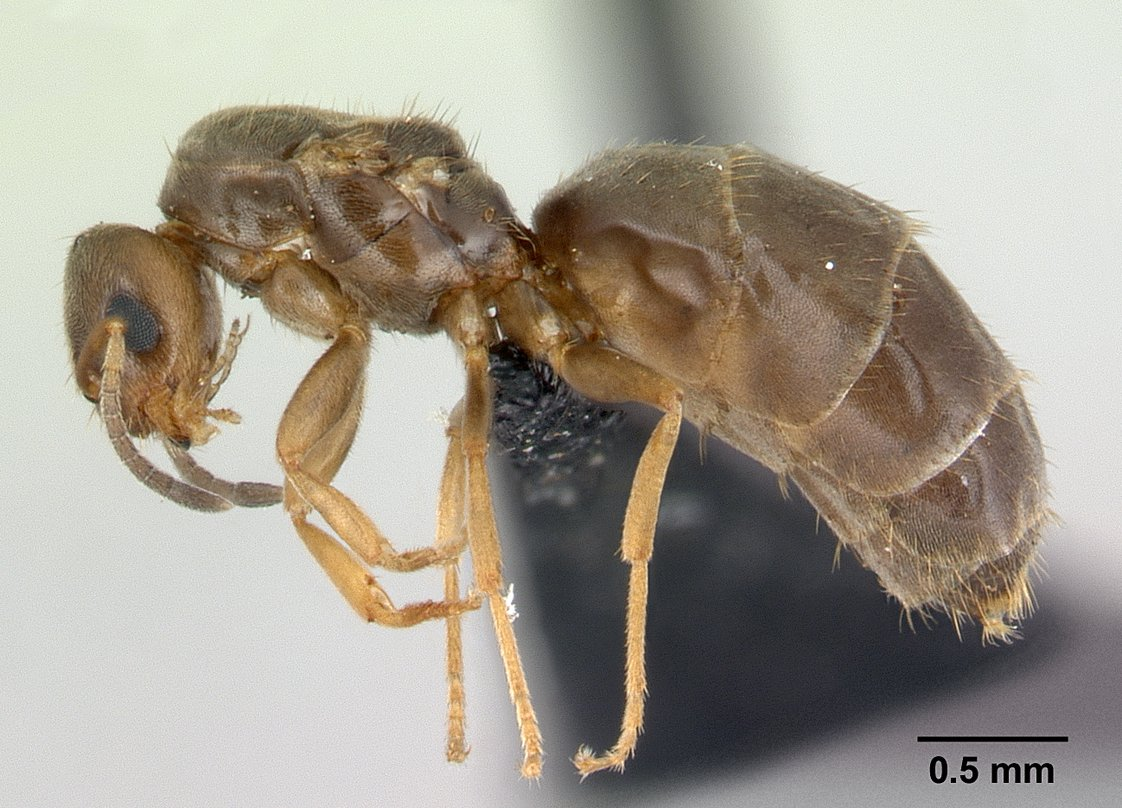
Brachymyrmex cordemoyi

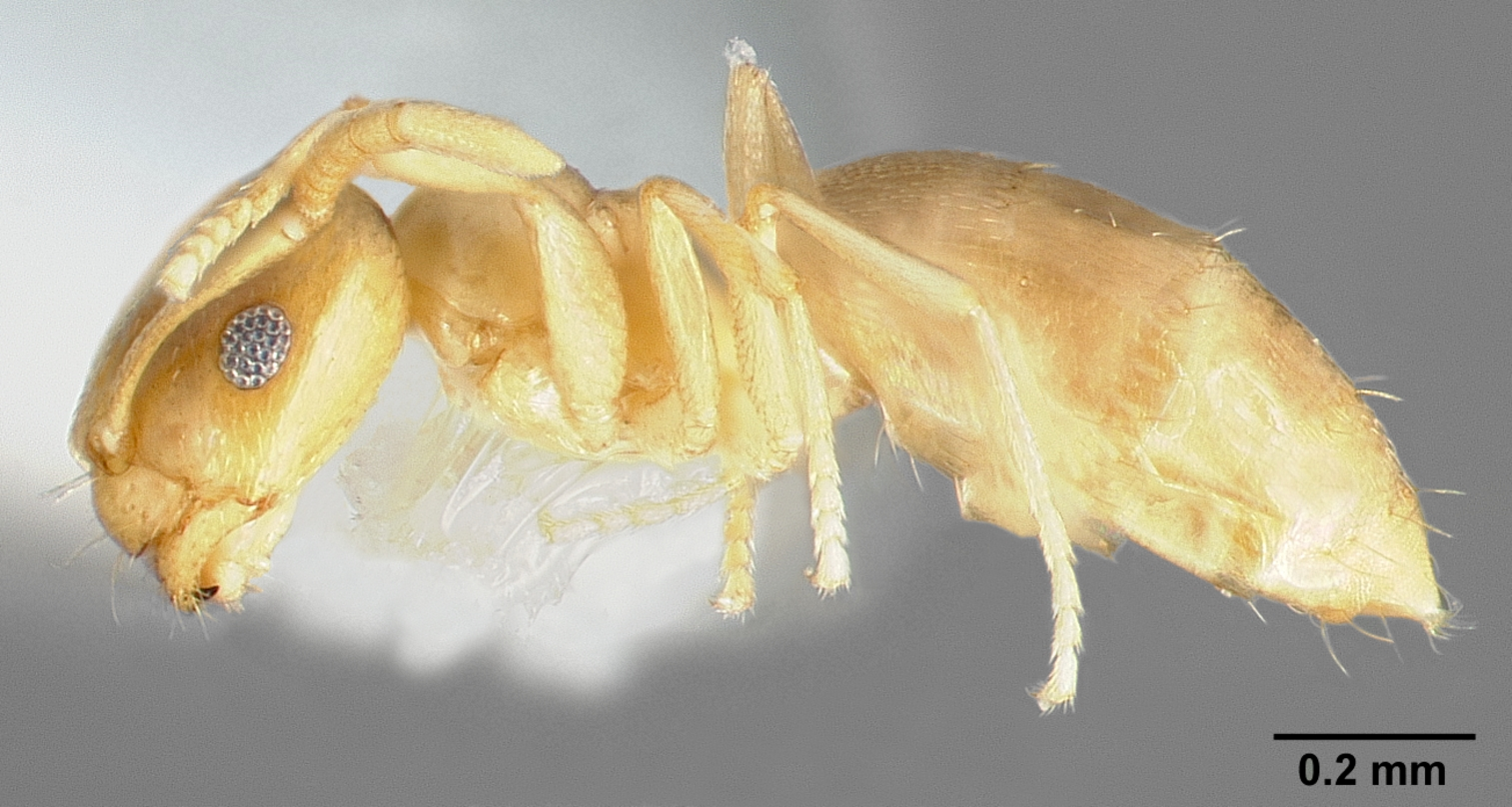
Brachymyrmex depilis

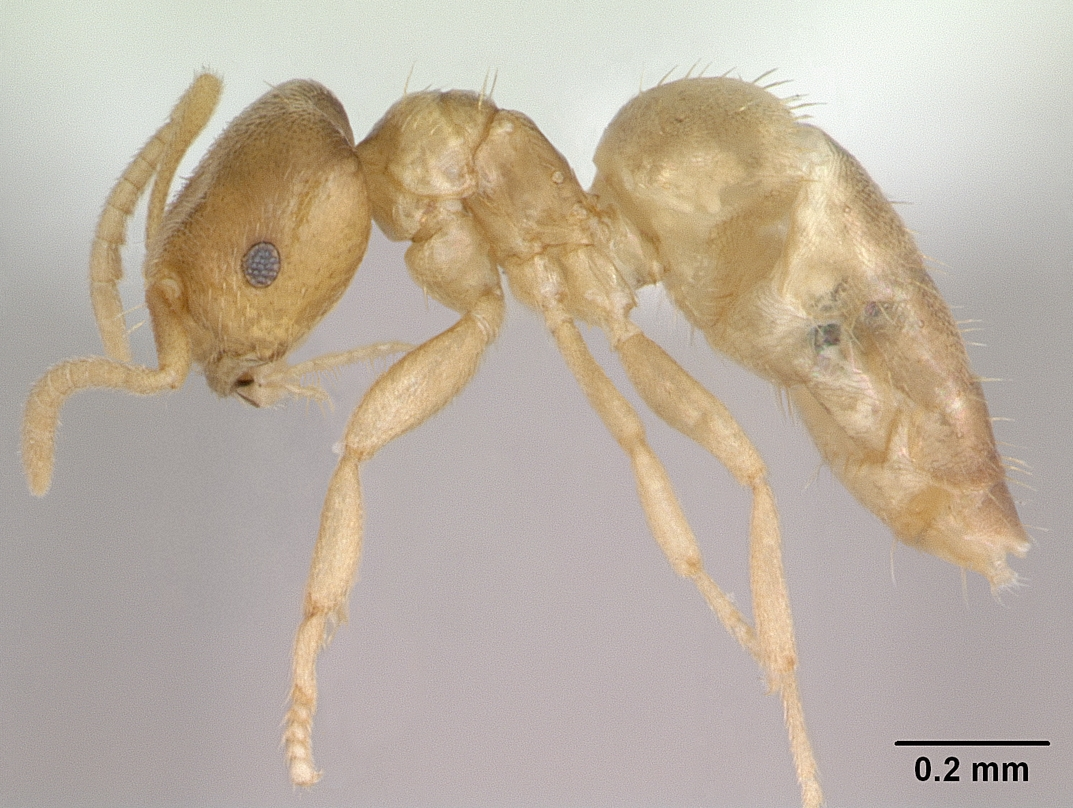
Brachymyrmex fiebrigi

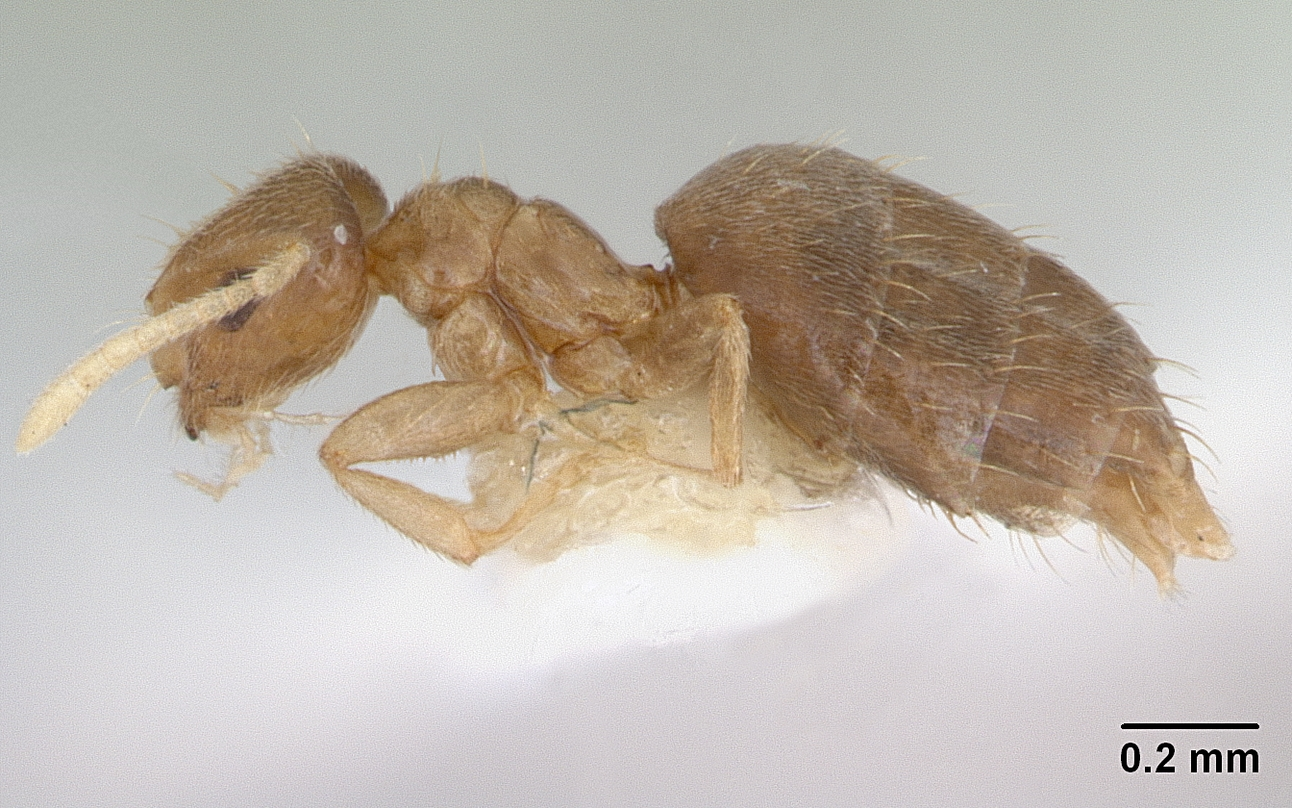
Brachymyrmex heeri

- Brachymyrmex antennatus Santschi, 1929
- Brachymyrmex aphidicola Forel, 1909
- Brachymyrmex australis Forel, 1901
  - Brachymyrmex australis curtus Santschi, 1922
- Brachymyrmex brasiliensis Ortiz & Fernández, 2014
- Brachymyrmex brevicornis Emery, 1906
- Brachymyrmex brevicornoeides Forel, 1914
- Brachymyrmex bruchi Forel, 1912
- Brachymyrmex cavernicola Wheeler, 1938
- Brachymyrmex coactus Mayr, 1887
  - Brachymyrmex coactus nictitans Emery, 1906
  - Brachymyrmex coactus robustus Santschi, 1923
- Brachymyrmex constrictus Santschi, 1923
  - Brachymyrmex constrictus bonariensis Santschi, 1933
- Brachymyrmex cordemoyi Forel, 1895
  - Brachymyrmex cordemoyi distinctus Santschi, 1923
- Brachymyrmex degener Emery, 1906
  - Brachymyrmex degener niger Forel, 1912
- Brachymyrmex delabiei Ortiz & Fernández, 2014
- Brachymyrmex depilis Emery, 1893
- Brachymyrmex donisthorpei Santschi, 1939
- Brachymyrmex feitosai Ortiz & Fernández, 2014
- Brachymyrmex fiebrigi Forel, 1908
  - Brachymyrmex fiebrigi fumidus Santschi, 1923
  - Brachymyrmex fiebrigi funicularis Santschi, 1922
- Brachymyrmex flavidulus (Roger, 1863)
- Brachymyrmex gagates Wheeler, 1934
- Brachymyrmex gaucho Santschi, 1917
- Brachymyrmex giardi Emery, 1895
  - Brachymyrmex giardi cordobensis Santschi, 1929
- Brachymyrmex goeldii Forel, 1912
- Brachymyrmex heeri Forel, 1874
  - Brachymyrmex heeri basalis Wheeler, 1921
- Brachymyrmex incisus Forel, 1912
- Brachymyrmex laevis Emery, 1895
  - Brachymyrmex laevis andinus Santschi, 1923
  - Brachymyrmex laevis fusculus Emery, 1906
- Brachymyrmex longicornis Forel, 1907
  - Brachymyrmex longicornis hemiops Santschi, 1923
  - Brachymyrmex longicornis immunis Forel, 1908
  - Brachymyrmex longicornis pullus Santschi, 1933
- Brachymyrmex luederwaldti Santschi, 1923
  - Brachymyrmex luederwaldti attenuatus Santschi, 1929
- Brachymyrmex melensis Zolessi, Abenante & González, 1978
- Brachymyrmex micromegas Santschi, 1923
- Brachymyrmex minutus Forel, 1893
- Brachymyrmex modestus Santschi, 1923
- Brachymyrmex musculus Forel, 1899
- Brachymyrmex myops Emery, 1906
- Brachymyrmex nebulosus LaPolla & Longino, 2006
- Brachymyrmex obscurior Forel, 1893
- Brachymyrmex oculatus Santschi, 1919
- Brachymyrmex patagonicus Mayr, 1868
- Brachymyrmex physogaster Kusnezov, 1960
- Brachymyrmex pictus Mayr, 1887
  - Brachymyrmex pictus balboae Wheeler, 1942
- Brachymyrmex pilipes Mayr, 1887
- Brachymyrmex santschii Menozzi, 1927
- Brachymyrmex termitophilus Forel, 1895
- Brachymyrmex tristis Mayr, 1870